# Mysidopsis juniae
Mysidopsis juniae is een aasgarnalensoort uit de familie van de Mysidae. De wetenschappelijke naam van de soort is voor het eerst geldig gepubliceerd in 1979 door da Silva.